# Liste von verworfenen Bahnprojekten in der Schweiz
Dies ist eine Liste von verworfenen Bahnprojekten in der Schweiz und unvollendete Bahnstrecken.
| Projekt                                                                               | Strecke | als (Teil-)Ersatz oder an gleicher Stelle gebaut                                                               | Bemerkung, Konzession, Botschaft des Bundesrates                                           |
| ------------------------------------------------------------------------------------- | --- | --- | ------------------------------------------------------------------------------------------ |
| Standseilbahn Adelboden–Schwandfehlspitze (Tschentenegg)                              | - Adelboden–Schwandfehlspitze - Adelboden–Tschentenegg | | 1934 Botschaft                                                                             |
| Drahtseilbahn Beatenberg-Niederhorn                                                   | Beatenberg–Flösch–Niederhorn | Luftseilbahn Beatenberg-Niederhorn 1946                                                                        | 1912 Botschaft                                                                             |
| Drahtseilbahn Bern Bärengraben - Schosshalde                                          | Bern Bärengraben – Schosshalde mit Varianten: - a. kleiner Muristalden – Liebegg (–Schosshaldenstrasse) - b. Haspelgasse – Steigerweg (–Laubeggstrasse) - c. Obstberggut – Brügglerweg | | 1904 Botschaft                                                                             |
| Drahtseilbahn Brusino Lago – Alp Serpiano                                             | Brusino–Alp Serpiano | | 1912 Botschaft                                                                             |
| Drahtseilbahn Matt-Bürgenberg                                                         | Matt-Bürgenstock | | 1906 Botschaft; zusätzlich zur Bürgenstock-Bahn von 1888                                   |
| Drahtseilbahn La Chaux-de-Fonds–Pouillerel                                            | La Chaux-de-Fonds–Pouillerel | | 1904 Botschaft                                                                             |
| Drahtseilbahn Chur–Mittenberg                                                         | Chur–Mittenberg | | 1909 Botschaft                                                                             |
| Drahtseilbahn Fribourg St. Jean-Brücke–Stadthaus                                      | Fribourg St. Jean-Brücke–Rathaus | | 1899 Botschaft; zusätzlich zur Standseilbahn Neuveville–Saint-Pierre                       |
| Drahtseilbahn Muttbach - Hotel Belvédère (an der Furkastrasse)                        | Muttbach–Hotel Belvédère (Gletsch) | | 1909 Botschaft 1911 Verlängerung                                                           |
| Drahtseilbahn Grindelwald - Eismeer                                                   | Grindelwald–Eismeer | | 1900 Botschaft 1912 Fristverlängerung                                                      |
| Standseilbahn Grindelwald - First                                                     | Grindelwald–Chrisegg–First (Langenbalmegg) | | 1934 Botschaft                                                                             |
| Drahtseilbahn Grindelwald-Ofni                                                        | Grindelwald–Ofni | | 1900 Botschaft 1904–1911 Fristverlängerung/Aenderung Luftseilbahn                          |
| Drahtseilbahn Grüsch oder Pardisla - Seewis                                           | - Grüsch–Seewis - Pardisla–Seewis | | 1912 Botschaft 1915 Fristverlängerung                                                      |
| Standseilbahn Gstaad-Hornfluh                                                         | Gstaad–Hornfluh | | 1930 Botschaft 1934 Fristverlängerung                                                      |
| Drahtseilbahn Gunten - Sigriswil                                                      | Gunten–Sigriswil | | 1905 Botschaft                                                                             |
| Drahtseilbahn Wattenwil–Gurnigelberg                                                  | Wattenwil–Schwandboden (Gurnigel) | | 1891 Botschaft (Verweigerung)                                                              |
| Jungfraubahn (unvollendet)                                                            | Kleine Scheidegg–Jungfraujoch–Jungfrau | – |                                                                                            |
| Jura-Gotthard-Bahn                                                                    | Delémont–Langenthal–Luzern–Altdorf | Jurabahn, Oensingen-Balsthal-Bahn, Langenthal-Huttwil-Bahn, Huttwil-Wolhusen-Bahn, Luzern-Stans-Engelberg-Bahn |                                                                                            |
| Standseilbahn Mols–Flumserberge oder Flums–Flumserberge                               | 3 Varianten: - Mols–Flumserberg - Flums–Oberberg–Flumserberg - Flums–Tannenboden–Flumserberg                                                                                           | | 1932 Botschaft, 1935 Botschaft                                                             |
| Standseilbahn Kandersteg-Stock (Gemmi)                                                | Kandersteg–Stock (Gemmi) | | 1933 Botschaft                                                                             |
| Langenthal-Wauwil-Bahn                                                                | Langenthal–Wauwil | Huttwil-Wolhusen-Bahn 1895, Langenthal-Huttwil-Bahn 1889                                                       | 1873 mit Bau begonnen                                                                      |
| Standseilbahn Langnau am Albis–Albis                                                  | Langnau am Albis–Albis | | 1932 Botschaft                                                                             |
| Drahtseilbahn Lausanne-Calvaire                                                       | Lausanne–Calvaire | | 1899 Botschaft                                                                             |
| Lausanne–Murten–Freiburg                                                              | Lausanne–Murten–Freiburg | Lausanne–Bern 1860                                                                                             | Oronbahnkonflikt                                                                           |
| Drahtseilbahn Lugano-Moncucco                                                         | Lugano–Moncucco | | 1908 Botschaft 1913 Fristverlängerung                                                      |
| Drahtseilbahn Lauterbrunnen - Wengen                                                  | Lauterbrunnen–Wengen | | 1907 Botschaft (Ablehnung); zusätzlich zur Wengernalpbahn                                  |
| Lukmanierbahn                                                                         | Disentis/Mustér–Biasca | Gotthardbahn 1882, Biasca-Acquarossa-Bahn 1911                                                                 | Johann Ludwig Pestalozzi                                                                   |
| Drahtseilbahn Martinsberg bei Baden                                                   | Baden-Martinsberg | | 1891 Botschaft                                                                             |
| Matterhornbahn                                                                        | Zermatt–Gornergrat/Matterhorn | Gornergratbahn 1898                                                                                            |                                                                                            |
| Meiringen–Engelberg                                                                   | 4 Sektionen: - I. Meiringen–Rüti, - II. Engelberg–Gerschnialp, - III. Gerschnialp–Trübsee, - IV. Rüti–Melchsee–Jochpass–Trübsee                                                        | - Gerschnialpbahn 1913 - Luftseilbahn Gerschnialp–Trübsee 1927 - Luftseilbahn Meiringen–Hasliberg Reuti 1973   | 1911 Konzession                                                                            |
| Drahtseilbahn Meiringen–Hasliberg                                                     | Meiringen–Hasliberg | Luftseilbahn Meiringen–Hasliberg Reuti 1973                                                                    | 1901 Botschaft, 1905, 1908 Fristverlängerung siehe Hasliberg #Bergbahnen                   |
| Drahtseilbahn Montana-Mont La Chaux                                                   | Montana-Mont La Chaux | | 1934 Botschaft                                                                             |
| Drahtseilbahn Melano-Monte Generoso                                                   | Melano–Monte Generoso | Ferrovia Monte Generoso 1890                                                                                   | 1888 Botschaft (Ablehnung)                                                                 |
| Drahtseilbahn Pazzo (Novaggio)-Monte Lema                                             | Pazzo (Novaggio)-Alp Cavallera (Monte Lema) | | 1914 Botschaft                                                                             |
| Drahtseilbahn Planches (Montreux) - Glion                                             | Montreux-Planches–Glion | | 1897 Botschaft; zusätzlich zur Standseilbahn Territet–Glion                                |
| Drahtseilbahn Montreux Trait–Planches                                                 | Montreux Trait–Planches | Bahnstrecke Trait–Planches 1898                                                                                | 1890 Botschaft, 1897 Aenderung                                                             |
| Ofenbergbahn                                                                          | Zernez–Mals (Südtirol) | – |                                                                                            |
| Drahtseilbahn Orsières-Champex                                                        | Orsières–Champex | | 1907 Botschaft 1912–1923 Fristverlängerung                                                 |
| Porta Alpina                                                                          | Bahnstation im Gotthard-Basistunnel | – |                                                                                            |
| Drahtseilbahn Samaden-Piz Ot                                                          | Samedan–Piz Ot | | 1905 Botschaft                                                                             |
| Elektrische Seilbahn Rorschach-Rossbüchel                                             | Rorschach-Rossbüchel (Grub SG) | | 1911 Konzessionsgesuch Standseilbahn                                                       |
| Drahtseilbahn Rütli-Seelisberg; Drahtseilbahn Sändli-Seelisberg                       | - Rütli–Seelisberg - Sändli–Seelisberg | Treib-Seelisberg-Bahn 1916                                                                                     | 1887 Botschaft (Verweigerung); 1901 Botschaft (Ablehnung)                                  |
| Drahtseilbahn St. Moritz-Alp Giop                                                     | St. Moritz–Alp Giop | | 1910 Botschaft                                                                             |
| Standseilbahn St. Moritz-Diavolezza                                                   | St. Moritz-Diavolezza | Luftseilbahn St. Moritz-Diavolezza                                                                             | 1934 Botschaft                                                                             |
| Säntisbahn (unvollendet)                                                              | Appenzell–Wasserauen–Säntis | Luftseilbahn Schwägalp–Säntis 1935                                                                             |                                                                                            |
| Schafmattbahn                                                                         | Sissach–Aarau | Hauenstein-Basistunnel                                                                                         |                                                                                            |
| Siders-Vissoye-Zinal, Drahtseilbahn Vissoye-St. Luc                                   | Siders-Vissoie-Zinal(-Zermatt) (Schmalspurbahn); Vissoie-Saint-Luc (Standseilbahn) | | 1899 Botschaft 1903–1915 Aenderungen/Fristerstreckung                                      |
| Sitten-Lenk                                                                           | Sitten–Rawilpass–Lenk im Simmental (Ayent–Montana) | | 1912 Botschaft, 1913/1914 Aenderung                                                        |
| Splügenbahn                                                                           | Splügen–Chiavenna (Italien) | Gotthardbahn 1882                                                                                              |                                                                                            |
| Stalden-Saas-Grund, Drahtseilbahn Saas-Grund-Saas-Fee                                 | Stalden–Saas-Grund und Saas-Grund–Saas-Fee | | 1909 Botschaft 1913 Fristverlängerung                                                      |
| Surbtalbahn                                                                           | Niederweningen–Döttingen | – | Fortsetzung der Wehntalbahn                                                                |
| Sursee-Triengen-Bahn (unvollendet)                                                    | Sursee–Triengen–Aarau | Suhrentalbahn 1901                                                                                             |                                                                                            |
| Swissmetro                                                                            | Genf–Zürich–St. Gallen und Basel–Zürch | – | unterirdische Magnetschwebebahn im Vakuumtunnel                                            |
| Drahtseilbahn von der Tellsplatte (Landungsplatz) zur Axenstrasse (Hotel Tellsplatte) | Tellsplatte–Hotel Tellsplatte | | 1906 Botschaft                                                                             |
| Tödi-Greina-Bahn                                                                      | Linthal–Trun | – |                                                                                            |
| Drahtseilbahn Kolbenhof-Uetliberg                                                     | Kolbenhof–Uetliberg | | 1887 Botschaft (zusätzlich zur Uetlibergbahn)                                              |
| Toggenburg-Werdenberg-Bahn                                                            | Nesslau-Neu St. Johann–Wildhaus–Buchs SG | – |                                                                                            |
| TransRUN                                                                              | Neuchâtel–La Chaux-de-Fonds (direkt) | – | 2012 in Volksabstimmung abgelehnt                                                          |
| U-Bahn Zürich                                                                         | U-Bahn-Netz in der Stadt Zürich | S-Bahn Zürich 1990                                                                                             | 1973 in Volksabstimmung abgelehnt                                                          |
| Verlängerung der CJ nach Delémont                                                     | Glovelier–Delémont | Dreischienengleis Glovelier–Delémont                                                                           | 1992 in Volksabstimmung abgelehnt                                                          |
| Drahtseilbahn St. Moritz-Bad - Hahnensee                                              | St. Moritz-Bad–Hahnensee | | 1902 Botschaft                                                                             |
| Drahtseilbahn Vernayaz–Gueuroz                                                        | Vernayaz–Gueuroz | | 1893 Botschaft 1896 Fristverlängerung                                                      |
| Drahtseilbahn Veytaux-Sonchaux                                                        | Veytaux–Sonchaux | | 1904 Botschaft                                                                             |
| Eisenbahnprojekt Wasserfallen                                                         | Basel–Balsthal | Waldenburgerbahn 1880, Oensingen-Balsthal-Bahn 1899                                                            | 1873 mit Bau begonnen                                                                      |
| Drahtseilbahn Weggis–Rigi-Känzeli                                                     | Weggis–Rigi-Känzeli | Luftseilbahn Weggis–Rigi Kaltbad 1968                                                                          | 1888 Botschaft (Verweigerung); siehe Luftseilbahn Weggis–Rigi Kaltbad #Geschichte          |
| Drahtseilbahn Weggis–Rigiblick                                                        | Weggis–Rigiblick | | 1906 Botschaft                                                                             |
| Drahtseilbahn Oberdorf–Weissenstein-Kulm                                              | Oberdorf–Weissenstein | Sesselbahn Oberdorf–Weissenstein 1950                                                                          | 1904 Botschaft, 1913 Fristverlängerung; siehe Sesselbahn Oberdorf–Weissenstein #Geschichte |
| Drahtseilbahn Leonhardsplatz in Zürich–Susenberg am Zürichberg                        | Zürich Leonhardsplatz–Susenberg | | 1908 Botschaft; zusätzlich zur Dolderbahn, Seilbahn Rigiviertel, Polybahn?                 |
| Drahtseilbahn Zürich–Waid                                                             | Zürich Hardturm–Waid | | 1891 Botschaft 1899, 1901 Fristverlängerung                                                |